# Once Upon a Time in the North
Once Upon a Time in the North è un racconto fantasy di Philip Pullman del 2008, scritto come prequel della trilogia di romanzi Queste oscure materie. È inedito in italiano.

## Trama
Il racconto è strettamente collegato a Lyra e gli uccelli ed è ambientato nel mondo di Lyra Belacqua. Gli eventi narrati in Once Upon a Time in the North si svolgono prima della nascita di Lyra e vedono protagonisti l'aeronauta Lee Scoresby e l'orso corazzato Iorek Byrnison. La storia si concentra sul loro primo incontro: Lee e il suo daimon precipitano con il loro pallone aerostatico a Novy Odense, un porto nel Nord Artico, dove si ritrovano coinvolti in un subbuglio politico. A causa del suo orgoglio,  Lee non si tira indietro e qui userà per la prima volta la sua famosa carabina Winchester.
La storia, come ne Lyra e gli uccelli, viene affiancata da una serie di contenuti extra provenienti dall'universo di Queste oscure materie e riuniti da Lyra stessa; trattasi di fotografie, ritagli di giornali e un gioco da tavolo, chiamato Challenge The Wind, con illustrazioni di John Lawrence.